# Baghrir
Le baghrir (بـغـريـر), ghrayef (غرايف), khringo, tibouâjajin (en berbère), appelé aussi en français crêpes mille trous ou crêpes nid d'abeille est une crêpe répandue au Maghreb préparée à base de semoule ou de farine, de levure et de sel, servie chaude, généralement imbibée de beurre et de miel.
Crêpes alvéolées, légères et spongieuses, les baghrir ne sont cuites que sur une seule face ; à la cuisson, de nombreuses petites cavités d'un ou deux millimètres apparaissent sur la face supérieure.
Le baghrir se mange sucré. La version qui accompagne le thé ou le café se déguste de différentes manières selon les régions. Elle est arrosée d’un sirop traditionnel à l’eau de fleur d'oranger et cannelle appelé cherbet.
En Kabylie, elle est badigeonnée d’huile d'olive et saupoudrée de sucre ; dans le reste du pays, elle se déguste accompagnée de beurre et de miel. Les confédérations Abda d'origine yéménite mâqilienne en mange durant les fêtes (circoncision)  bien que leurs recettes semble différer de celle des kabyles (plus spongieuse).
Le baghrir possède d'autres noms : abaghrir, thighrifine ou thimaatsvine dans l'Atlas blidéen (Algérie), hatita chez les Rifains (Maroc) ; edarnan, tiγrifin, thoudfist chez les Chaouis (Algérie), thililay ou thirqiqin en tasahlit, ghrayef chez les Tunisiens et enfin laoh chez les mâqiliens (Maroc et Mauritanie).

## Origine Étymologique
D'après le linguiste Mohamed Subihi, dans son Mujan, le mot baghrir est une variante du verbe ba'gara. En arabe, bghar (بغار) signifie « être plein de trous ».
Quant au verbe baḥara, possiblement lui aussi à l'origine du mot baghrir, il englobe diverses significations toutes liées à l'eau, allant du mouillement à l'arrosage, du liquide à l'action de détremper (pâtisserie). Les noms dérivés de ce verbe couvrent un large éventail de significations, allant de la mer au le potager et à la cuisine. Ceci constitue le concept fondamental derrière cette viennoiserie : une pâte liquide qui nécessite un long pétrissage pour initier le processus de fermentation.
Le baghrir est une crêpe d’abondance et sa préparation à l'occasion des festivités nord-africaines est un rituel de bon augure.

## Appellations
Au Maghreb, ce type de crêpe peut être désigné par différents termes :

### En Algérie
- tighrifine ou tibouaajajine en Grande Kabylie ;
- abaghrir, thighrifine ou thimaatsvine dans l'Atlas blidéen, Algérie (Blida, Médéa, Aïn Defla, Boumerdès, Bouira) ;
- tarqiqt ou talilayt en tasahlit, à Jijel et Béjaïa en Petite Kabylie ;
- korsa à Constantine et Skikda ;
- tighrifin ou thoudfist dans l'Aurès
- khringo ou baghrir en Oranie (nord-ouest de l'Algérie)
- ghrayef ou ghrif dans l'est algérien (Annaba, Skikda, Jijel, Mila, Sétif, Bordj Bou Arreridj).

### Ailleurs au Maghreb
- Dans le Rif oriental (nord-est du Maroc), où on l'appelle aussi hatita ;
- ghrayef ou ghrif  en Tunisie ;
- lahohs ou laoh dans l'ouest marocain (Doukkala-Abda) ;

### Ailleurs dans le monde
Le baghrir ou ghrayef semble être apparenté à  l'atayef du Levant au Proche-Orient, au lahoh du Yémen et d'Arabie au Moyen-Orient, à l'injera, anjero, canjeero ou laxoox de la Corne de l'Afrique et à l'appam du sud de l'Inde et du Ceylan (Sri Lanka).